# Riltons Vänner
Riltons Vänner ist eine schwedische A-cappella-Gruppe aus Stockholm.

## Geschichte
Riltons Vänner wurde im Herbst 1999 gegründet, als die fünf ursprünglichen Mitglieder gemeinsam die gleiche Musikschule in Stockholm besuchten. Ida Carnestedt, eines der Gründungsmitglieder verließ die Band, und wurde durch Mathilda Lindgren ersetzt, diese wiederum durch Matilda Lindell. Riltons Vänner sind zwar hauptsächlich in Schweden bekannt und aktiv, haben aber durch zahlreiche Auslandsauftritte (vor allem in den USA und Deutschland) auch außerhalb ihres Landes eine wachsende Fangemeinde. Die Gruppe löste sich 2010 auf und formierte sich 2015 neu mit Johanna Löf-Cervin.

## Mitglieder

### Aktuelle Mitglieder
- Linnéa Rilton (Sopran)

- Matilda Lindell (Sopran)
- Johanna Löf-Cervin (Alt)
- Daniel Greayer (Bariton)
- Sebastian Rilton (Bass)

### Ehemalige Mitglieder
- Ida Carnestedt
- Mathilda Lindgren (Mezzosopran)
- Mia Öhman (Alt)

## Diskografie
- Kompis (2002)
- Kamrat (2003)
- Här är passion (2005)
- De Vill Att Vi Bugar Och Niger (2008)
- Japanmix (2009)
- Orkar, Orkar Inte (2019)